# امندورف
امندورف (به آلمانی: Emmendorf) یک شهر در آلمان است که در Uelzen واقع شده‌است. امندورف ۷۶۳ نفر جمعیت دارد.